# ウルフガイ 燃えろ狼男
『ウルフガイ 燃えろ狼男』（ウルフガイ もえろおおかみおとこ）は、1975年4月5日に東映で公開された日本映画。カラー、86分。千葉真一主演で、平井和正の小説『アダルト・ウルフガイ・シリーズ』から『狼は泣かず』『虎よ!虎よ!』『狼よ、故郷を見よ』を基に映画化した作品。人狼の犬神一族の末裔である犬神明を主人公にしたアクション映画。

## ストーリーなどについて
- 前半は『虎よ! 虎よ!』、終盤は『狼よ、故郷を見よ』を基に構成されている。
- 中盤はJCIAに犬神明が捕獲され、生体実験を受ける。ミキも捕らえられ、マナベプロの社長を殺させることでJCIAによる暗殺者（というよりも暗殺用の道具）にされてしまう。
- 月齢15日となり犬神は脱走するが、輸血で人狼の能力を得た追っ手との死闘となる（『人狼、暁に死す』の設定が盛り込まれている）。その後、人間界に嫌気が差し、地方へ逃亡する（以下、『狼よ、故郷を見よ』に沿った展開となる）。
- ラストは犬神をミキに殺させようとするが、たかによりミキが射殺される、という展開になる。
- この作品では、「犬神が銃を撃ちまくる」、という原作と乖離する描写がある（ただし、追撃隊から奪ったものであり、所持しているわけではない）。
- ミキに扮した奈美悦子は挿入歌も担当している。

## キャスト
- 犬神明：千葉真一
- 緒方ミキ：奈美悦子
- ケイティ青木：カニー小林
- 犬神タカ：渡辺やよい
- 新井：曽根晴美
- 福中義行：近藤宏
- 塚田：伊達三郎
- 青造：藤山浩二
- 花村：安岡力也
- 支配人：佐藤晟也
- 井上：花田達
- 石黒：苅谷俊介
- 福中純一：はやみ竜次
- 中尾：伊吹二郎
- 比留間：滝波錦司
- 捜査主任：河合絃司
- 刑事：相馬剛三、高月忠
- 殺し屋：金田治
- 即席狼男：高橋利道
- 塚田組組員：清水照夫
- 客：山浦栄
- ：桐島好夫
- 村人：沢田浩二
- 吉川：城春樹
- 塚田組組員：須賀良
- 解剖医：三重街恒二
- ：木村修
- ：佐川二郎
- ：布田康博
- ：横山稔
- ：美原亮三
- ：高野隆志
- ：泉福之助
- ：宝京子
- ：宮地謙吾
- ：溝口久夫
- 塚田組組員：畑中猛重
- ：打越正八
- ：宝京子
- ：東祐里子
- ：小林のぶ子
- ：益尾久子
- ：泉水直子
- ：伊藤慶子
- ：菅冴子
- ：谷本小代子
- ：守山竜二
- ：長尾信
- ：ジャパン・アクション・クラブ
- 加藤：待田京介
- 真鍋敬一：名和宏
- 佐貫室長：室田日出男

## スタッフ
- 監督：山口和彦
- 脚本：神波史男
- 企画：吉田達
- 原作：平井和正（祥伝社刊、アダルト・ウルフガイ・シリーズ『狼は泣かず』より。協力：シマ企画）
- 撮影：中島芳男
- 美術：桑名忠之
- 音楽：馬場浩（深町純）
- 録音：長井修堂
- 照明：小林芳雄
- 編集：田中修
- 助監督：福湯通夫

## ソフト化・テレビ放送など
- 2017年現在、日本ではビデオソフト化されていないものの、イギリスのArrow Video社から "Wolf Guy" のタイトルで、ブルーレイ&DVDのセット版が全米で発売されている。
- 1980年代には地上波でテレビ放送が行われたことがある。2000年9月、2016年5月、2018年10月に東映チャンネルで放送され、2017年9月にはチャンネルNECOで放送された。
- BGM集のCDが、CINEMA-KAN レーベルより「怪猫トルコ風呂」（本作と同じく馬場浩が担当）とのカップリングで発売された。

## 同時上映
- 『大脱獄』
  - 監督：石井輝男
  - 出演：高倉健、菅原文太、他